# Charles Rettinghaus
Charles Rettinghaus (Remagen, 24 maggio 1962) è un attore e doppiatore tedesco.

## Biografia
Ha frequentato la scuola di recitazione Margot Höpfner di Amburgo. 
Mentre frequentava la scuola di recitazione, ebbe ingaggi presso la Kleine Komödie Hamburg e il Lübecker Stadttheater. Dopo la laurea, si trasferì a Berlino per firmare un contratto triennale con il Theater die Komödianten.
Charles Rettinghaus è sposato con la doppiatrice Karin Rettinghaus. 
È padre di un figlio e due figlie, tra cui la più piccola, Lena, lavora come doppiatrice.

## Filmografia

### Cinema
- Tausche Firma gegen Haushalt - regia di Karen Müller (2003)
- Glück auf halber Treppe - regia di Christine Neubauer (2005)
- Radio Silence – Der Tod hört mit - regia di Marco J. Riedl e Carsten Vauth (2012)
- Kartoffelsalat – Nicht fragen! - regia di Otto Waalkes (2015)
- Fucking Berlin - regia di Florian Gottschick (2016)
- Trunk – Locked in - regia di Marc Schießer (2023)

### Televisione
- Gute Zeiten, schlechte Zeiten - serie TV (1997-2005)
- Wolff, un poliziotto a Berlino (Wolffs Revier) - serie TV (2003)
- Unter uns - serie TV (2006)
- Mamas Flitterwochen - regia di Thomas Jacob - film TV (2008)
- Tatort - serie TV (2010)
- Guarda costiera (Küstenwache) - serie TV (2010)
- Pastewka - serie TV (2014)
- Wishlist - serie TV (2014-2016)
- Urlaub mit Mama - regia di Florian Froschmayer - film TV (2018)
- In aller Freundschaft - serie TV (2019)
- WaPo Bodensee - serie TV (2024)

## Doppiaggio
- Tim Robbins in Erik il Vikingo
- Jean-Claude Van Damme in I nuovi eroi, Senza tregua, Accerchiato, Timecop - Indagine dal futuro, A rischio della vita, Maximum Risk, La prova, Double Team - Gioco di squadra, Hong Kong colpo su colpo, The Legionary - Fuga all'inferno, Fino all'inferno, Universal Soldier: The Return, The Order, The Replicant, Derailed - Punto d'impatto, The Hard Corps, The Commander, Until Death, JCVD - Nessuna giustizia, The Shepherd - Pattuglia di confine, 6 Bullets, Universal Soldier - Il giorno del giudizio, I mercenari 2, Cyborg
- Matt Dillon in Da morire, Tutti pazzi per Mary, Una sola verità, Pawn Shop Chronicles, Capone
- Robert Downey Jr. in Air America, A casa per le vacanze, Restoration - Il peccato e il castigo, U.S. Marshals - Caccia senza tregua, Gothika, Kiss Kiss Bang Bang, Fur - Un ritratto immaginario di Diane Arbus, Charlie Bartlett, Zodiac, Tropic Thunder, Sherlock Holmes, Parto col folle, Sherlock Holmes - Gioco di ombre, The Judge
- French Stewart in Stargate
- Gil Bellows in Beautiful Joe
- Jamie Foxx in Collateral, Ray, Stealth - Arma suprema, Dreamgirls, Miami Vice, The kingdom, Il solista, Giustizia privata, Django Unchained, Baby Driver - Il genio della fuga, Il diritto di opporsi, The Amazing Spider-Man 2 - Il potere di Electro, Spider-Man: No Way Home
- Charles Barkley in Space Jam
- Billy Zane in Acque profonde, Darfur, Barabba
- Eric Roberts in Il rompiscatole
- Morris Chestnut in The Best Man
- Benicio del Toro in Snatch - Lo strappo
- Chiwetel Ejiofor in Parla con me
- Jeffrey Dean Morgan in Le paludi della morte
- Wesley Snipes in Limite estremo
- Dermot Mulroney in Nonno scatenato
- Bobby Cannavale in The Irishman
- Steve Bacic in Smallville

### Animazione
- Genta Kojima in Detective Conan
- Killa in Dragon Ball Z
- Rich in Gravity Falls
- Joe Gardner in Soul

### Videogiochi
- Dennis Rogers in Far Cry 3
- Cormack in Call of Duty: Advanced Warfare
- Istvan Toth in Kingdom Come: Deliverance, Kingdom Come: Deliverance II
- Kerry Eurodyne in Cyberpunk 2077